# 科捷爾山
48°16′16.5″N 24°12′17.4″E / 48.271250°N 24.204833°E
科捷爾山是烏克蘭的山峰，位於該國西部外喀爾巴阡州，處於拉希夫區，屬於烏克蘭喀爾巴阡山脈中斯維多韋茨山脈的一部分，海拔高度1,771米。